# Stanisław Anczyc (zm. 1863)
Stanisław Anczyc (ur. w Krakowie – zm. 4 grudnia 1863 roku w Tarnowie) – porucznik wojsk powstańczych w powstaniu styczniowym.
Brat pisarza  i redaktora Kmiotka. Ranny w bitwie pod Jurkowicami. 